# Cités de la gastronomie
Les Cités internationales de la gastronomie sont des équipements culturels français à vocation touristique dont les activités sont dédiées à la Gastronomie. Il s'agit de l'un des engagements que l'État doit mettre en place à la suite de l'inscription par l'UNESCO en 2010 du repas gastronomique des Français au patrimoine culturel immatériel de l'humanité.
La Mission française du patrimoine et des cultures alimentaires (MFPCA),, qui a porté le dossier d'inscription du repas gastronomique des Français auprès de l'UNESCO, est depuis 2010 chargée de la mise en œuvre du plan de gestion.

## Avant-projets
Six villes se sont portées candidates afin d'accueillir la cité de la gastronomie : Beaune, Chevilly-Larue et Rungis, Dijon, Lyon, Tours et Versailles. Cinq dossiers ont été examinés le 15 octobre 2012, après le retrait de la candidature de Versailles.
Les projets des six villes candidates :
- Le projet de Beaune est situé sur un terrain autour du palais des Congrès[3] ;
- Le projet de Chevilly-Larue est situé sur un terrain proche du marché de Rungis[4] ;
- Le projet de Dijon est situé sur le site historique de l'Hôpital général de Dijon[5],[6] ;
- Le projet de Lyon est situé dans l'Hôtel-Dieu de Lyon[7] ;
- Le projet de Tours était à l'origine situé sur trois sites autour des bords de la Loire (le premier est situé en face de la bibliothèque municipale, le deuxième sur l'île Simon et le troisième sur le marché de gros du quartier Rochepinard[8],[9]). Finalement la Cité internationale de la gastronomie prend place dans la Villa Rabelais sur le boulevard Béranger réunissant les acteurs de l'Université François-Rabelais, l'Institut européen d'histoire et des cultures de l'alimentation et l'association de bénévoles[10] ;
- Le projet de Versailles est situé sur l'ancien bâtiment de la Poste de la ville. Versailles retire finalement sa candidature le 15 octobre, considérant le projet comme trop onéreux[11].

## Projets retenus
Le Réseau des Cités de la gastronomie, officiellement lancé le 19 juin 2013, réunit donc Dijon, Lyon, Paris-Rungis et Tours. Chaque ville affirme une spécificité et agit en qualité de « pôle moteur » dans des domaines particuliers.

### LaCité internationale de la gastronomie et du vindeDijon
« Pôle de référence pour la culture de la vigne et du vin », le projet de Dijon inauguré en mai 2022 (projet à près de 250 millions d'euros) se déploie au sein de l'ancien hôpital général de Dijon.

### LaCité internationale de la gastronomie de Lyon
Est prévu pour aborder la thématique associant « nutrition et santé ». Ouvert en octobre 2019 (projet de 18 millions d'euros) dans l'Hôtel-Dieu de Lyon fraîchement rénové, le projet se solde par un échec accentué par la crise sanitaire, qui contraint à sa fermeture lors du premier confinement lié à la pandémie de Covid-19. La société assurant l'exploitation du lieu annonce sa fermeture le 6 juillet 2020, soit dix mois après son ouverture. Un nouveau projet ouvre le 21 octobre 2022 dans une version entièrement remaniée par un comité de spécialistes locaux, le Comité Rabelais, avec une dotation annuelle d'un million d'euros.

### Autres projets à venir
- Paris-Rungis (projet à 85 millions d'euros) sera quant à lui « pilote pour ce qui relève du développement et de l'animation des marchés, des produits et des enjeux liés à l'approvisionnement des centres urbains ». Prévu pour 2024, il se situera en bordure du MIN (Marché d’intérêt national) ;
- Tours (projet à 35 millions d'euros) sera « un pôle moteur dans le domaine des sciences humaines et sociales ». Situé en bord de Loire, aux abords de l'Université et jardin de l'île Simon, le projet prévu pour 2021[15] a sensiblement évolué si bien que la Cité de la Gastronomie devrait non plus s'incarner dans un bâtiment neuf mais intégrer un bâtiment existant du centre-ville, le manoir Béranger, rénové à cette occasion à partir de 2016.

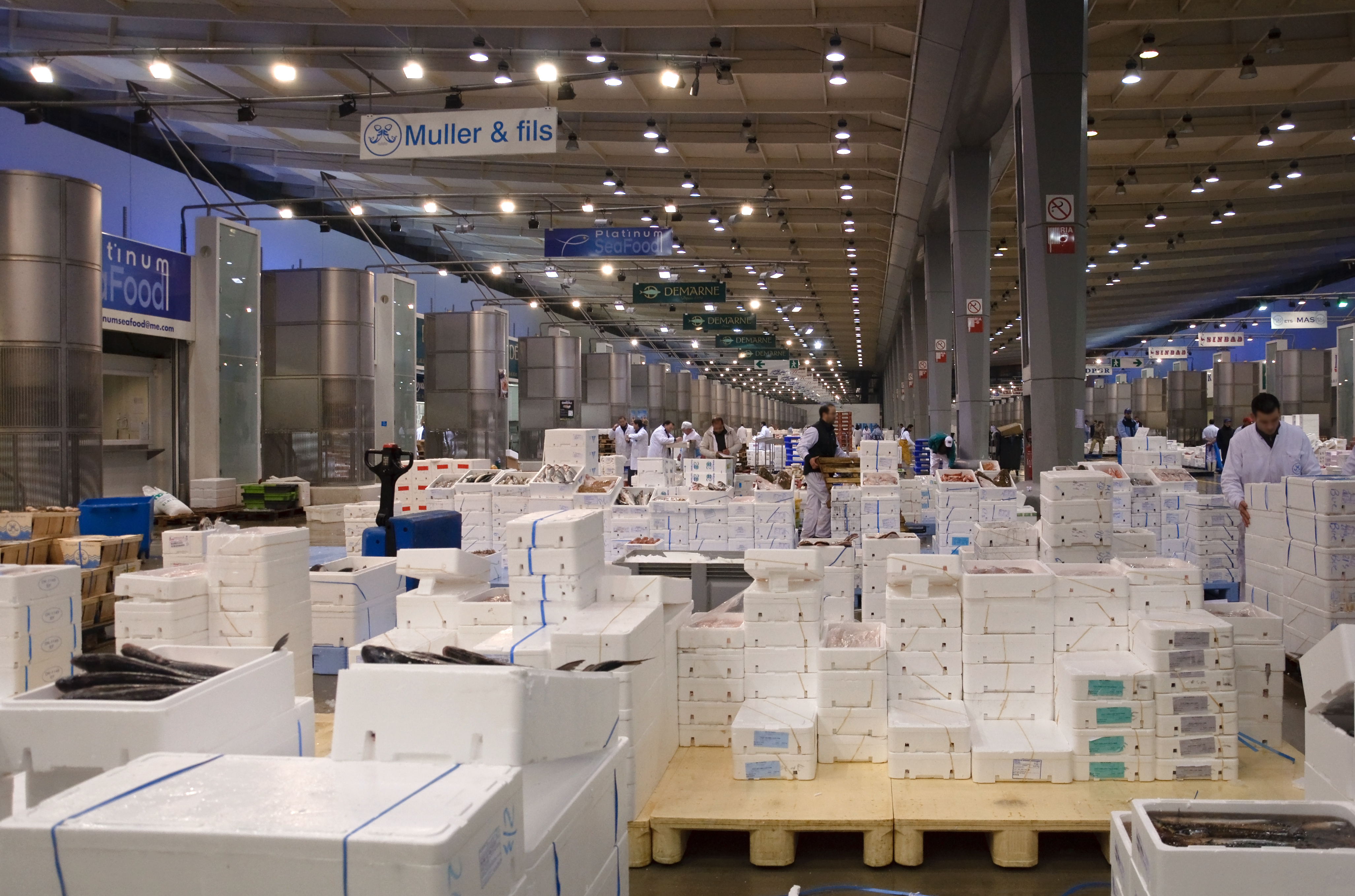
Le pavillon de la marée au marché international de Rungis.
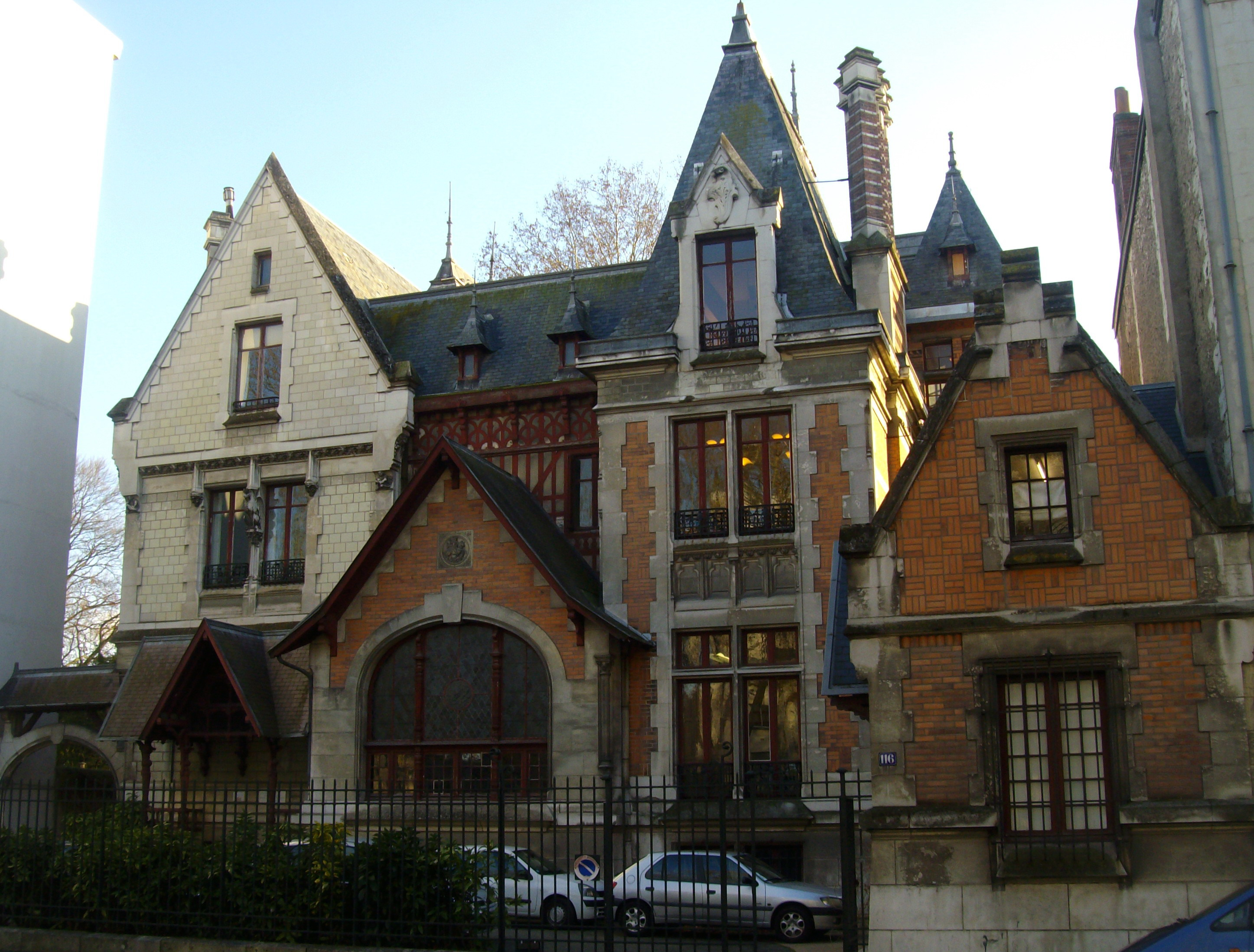
Le manoir Béranger à Tours, future cité de la gastronomie.
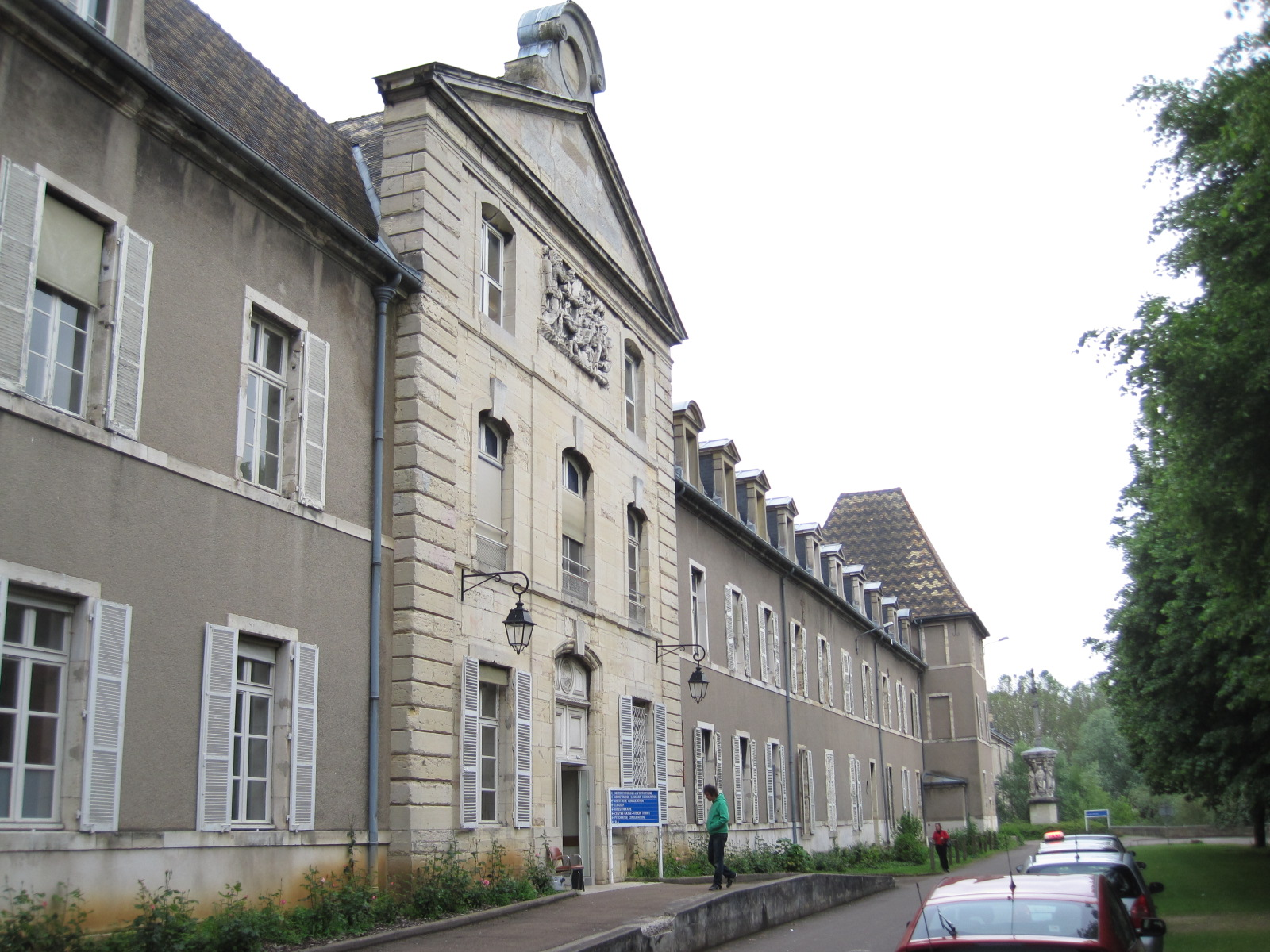
Hôpital général de Dijon, future Cité internationale de la gastronomie.
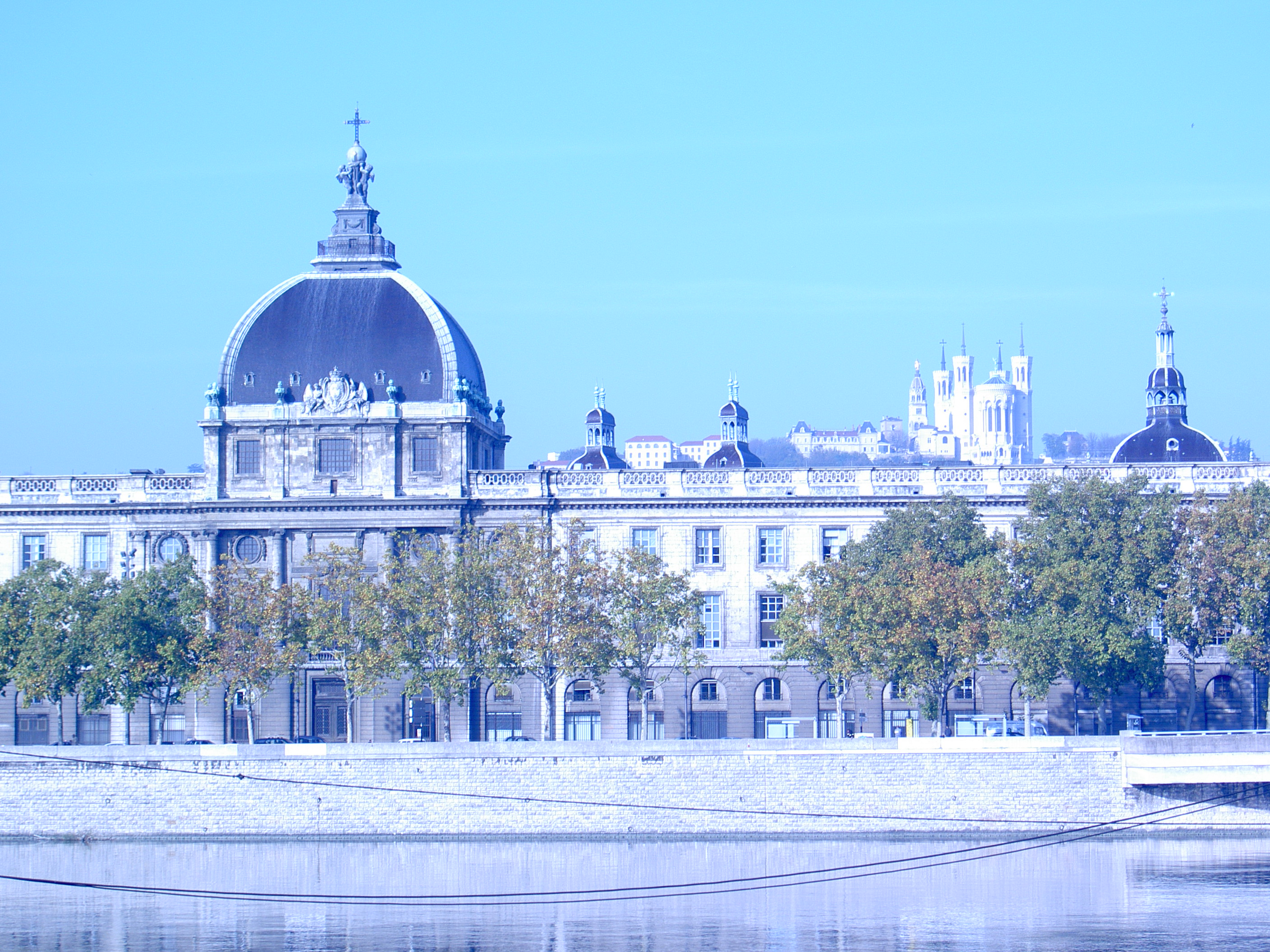
Grand Hôtel-Dieu, abritant la Cité internationale de la gastronomie de Lyon.

## Le Réseau des Cités de la gastronomie
Le Réseau des Cités de la gastronomie coordonne l'action des cités en faveur de la promotion du cité gastronomique et de ses valeurs, qui se décline en un certain nombre de missions définies avec l'aide de la Mission Française du Patrimoine et des Cultures Alimentaires (MFPCA), qui coordonne et pilote le réseau et accompagne le projet depuis le dépôt du dossier de candidature du repas gastronomique français en 2010.